# Tell Me You Love Me (canção)
"Tell Me You Love Me" é uma canção da cantora e compositora americana Demi Lovato. Foi escrito por Kirby Lauryen, Stint e John Hill, com a produção realizada pelos dois últimos. Inicialmente foi lançado através das gravadoras Hollywood, Island e Safehouse em 24 de agosto de 2017, como o primeiro single promocional do sexto álbum de estúdio de Lovato, do mesmo nome. Foi lançado como o segundo single do álbum em 14 de novembro de 2017.
No dia 8 de Março de 2018, Lovato lançou nas mídias digitais um EP do single contendo 9 faixas, sendo elas 3 remixes; uma live; uma live acústica; a faixa "Tell Me You Love Me"; uma live da música "Ain't No Way"; uma versão em espanhol e outra em "espanglês".

## Créditos
Gravação e gerenciamento
- Gravado em Rodeo Recordings (Santa Monica, Califórnia) e Venice Way Studios (Norte de Vancouver, Canadá)
- Vocais gravados em Jungle City Studios (Nova Iorque)
- Misturado no MixStar Studios (Virginia Beach, Virgínia)
- Mastered at Sterling Sound Studios (Nova Iorque)
- Publicado por Rodeoman Music (GMR), EMI April Music, WB Music Corp (ASCAP), Roc Nation Music (ASCAP), A Song A Day (ASCAP), Stint Music Publishing (SOCAN)

Pessoal
- Demi Lovato - vocais de liderança
- John Hill - produção, baixo, bateria, guitarra, chifre, piano, programação
- Stint - produção, baixo, bateria, guitarra, chifre, piano, programação
- Mitch Allan - produção vocal
- Scott Robinson - produção vocal adicional
- Rob Cohen - gravação, edição
- Zeke Mishanec - gravação vocal
- Serban Ghenea - mistura
- John Hanes - engenharia de mistura
- Dave Palmer - teclados
- Kirby Lauryen - vocais de fundo
- Chris Gehringer - dominando
- Will Quinnell - dominando

Créditos adaptados das notas de linha de Tell Me You Love Me.

## Faixas e formatos
| Download digital |                                                         |         |  |
| N.º              | Título                                                  | Duração |  |
| 1.               | "Tell Me You Love Me"                                   | 3:57    |  |
| 2.               | "Tell Me You Love Me - Dave Audé Remix"                 | 3:46    |  |
| 3.               | "Tell Me You Love Me - NOTD Remix"                      | 3:02    |  |
| 4.               | "Tell Me You Love Me - Spanglish Version"               | 3:58    |  |
| 5.               | "Tell Me You Love Me - Spanish Version"                 | 3:58    |  |
| 6.               | "Tell Me You Love Me - Live Acoustic"                   | 2:37    |  |
| 7.               | "Tell Me You Love Me - Recorded at Spotify Studios NYC" | 4:07    |  |
| 8.               | "Ain't No Way - Recorded at Spotify Studios NYC"        | 4:11    |  |
| 9.               | "Tell Me You Love Me - Matrix & Futurebound Remix"      | 3:28    |  |

## Lançamento
| Região | Data                   | Formato                                     | Gravadora(s)               | Ref.  |
| ------ | ---------------------- | ------------------------------------------- | -------------------------- | ----- |
| Mundo  | 24 de agosto de 2017   | download digital                            | Island Hollywood Safehouse | [ 2 ] |
| EUA    | 14 de novembro de 2017 | download digital                            | Island Hollywood           | [ 3 ] |
| Mundo  | 15 de dezembro de 2017 | download digital – NOTD Remix               | Island Hollywood Safehouse | [ 4 ] |
| Itália | 29 de dezembro de 2017 | Radio edit                                  | Universal                  | [ 5 ] |
| Mundo  | 5 de janeiro de 2018   | download digital – Dave Audé Remix          | Island Hollywood Safehouse | [ 6 ] |
| EUA    | 22 de janeiro de 2018  | download digital - Versão adulta            | Island Hollywood           | [ 7 ] |
| Mundo  | 8 de Março de 2018     | download digital - Tell Me You Love Remixes | Island Hollywood Safehouse |       |